# جين روجرز
جين روجرز (بالإنجليزية: Jane Rogers)‏‏ (21 يوليو 1952 في لندن - ) كاتبة سيناريو، ومؤلفة، ومُدرسة، وروائية، ومصممة الإنتاج، وكاتِبة من المملكة المتحدة.

## الجوائز
- جائزة آرثر سي كلارك
- زميل في الجمعية الملكية للأدب

## روابط خارجية
- جين روجرز على موقع IMDb (الإنجليزية)
- جين روجرز على موقع ألو سيني (الفرنسية)
- جين روجرز على موقع أول موفي (الإنجليزية)